# Кіпрієн Мбонімпа
Кіпрієн Мбонімпа (фр. Cyprien Mbonimpa) (26 грудня 1946, Бурурі, Бурунді) — бурундський політик та дипломат. Міністр закордонних справ Бурунді (1987-1992).

## Життєпис
Народився 26 грудня 1946 року в комуні В'янда, провінція Бурурі, Бурунді. Син Сільвера Сентоке і Бернадетти (Ніонгере) Мбонімпа. У 1970 році закінчив міжнародне право та дипломатичні відносини Інституту державного управління, Париж; аспірантура політології, Паризький університет (1987).
1-й секретар, Посольство Бурунді, Брюссель, (1973—1975); повірений у справах, Посольство Бурунді в СРСР, Москва, (1975—1976); радник президента Бурунді, Бужумбура, (1976—1978); Президент Товариства дружби «Бурунді-Бельгія», Бужумбура, (1976—1980); генеральний директор письмової преси Міністерства інформації, Бужумбура, (1978—1980); посол у Бельгії, Брюссель, (1980—1985); посол у Франції, Париж, (1985—1987); міністр зовнішніх зв'язків та співробітництва, уряд Бурунді, Бужумбура, (1987-1992). Президентський підкомітет, відповідальний за співпрацю в галузі сільського господарства. Американський медичний коледж-Європейське економічне співтовариство, Брюссель, (1981—1984), спікер групи Ломе 3Д-конвенції переговорів, (1984—1985); Член франкофонного підготовчого комітету для Національної преси Парижа та Квебеку, Париж, (1985—1987).
Посол Мбонімпа брав участь у переговорах в місті Аруша, що завершилося підписанням Арушанської угоди про мир і примирення в Бурунді. Крім того, він брав участь у переговорах щодо Міжнародної конференції з питань миру, безпеки та розвитку у регіоні Великих озер. В даний час він відвідуючий професор в декількох університетах Бужумбури. Він, зокрема, викладає курс міжнародних відносин. Він також є членом Виконавчої ради Міжнародного університету Еквадору Бужумбури. З травня 2016 року вийшовши на пенсію, Мбонімпа Кіпрієн бере участь у навчанні молоді за допомогою курсів.
Через асоціацію «Відкритий Горизонт», яку він заснував у 1994 році, Мбонімпа Кіпрієн веде активну кампанію у боротьбі проти СНІДу та захисту навколишнього середовища.

## Автор спогадів
- Кіпрієн Мбонімпа. Спогади дипломата (1973—2006)[5][6][7].